# Europawahl in der Republik Zypern 2024
- AKEL: 1
- DIKO: 1
- Unabh.: 1
- DISY: 2
- ELAM: 1

- Linke: 1
- S&D: 1
- EVP: 2
- EKR: 1
- NI: 1

Die Europawahl in der Republik Zypern 2024 fand am 9. Juni 2024 im Rahmen der EU-weit stattfindenden Europawahl 2024 statt. Bei dieser fünften Direktwahl in der Republik Zypern wurden 6 der 705 Mandate des Europäischen Parlaments vergeben.

## Ausgangslage
Um Kosten zu sparen, werden diese Wahlen möglicherweise zeitgleich mit den Kommunalwahlen abgehalten.
An den Wahlen treten über verschiedene Parteien hinweg so viele türkische Zyprioten als Kandidaten an wie nie zuvor. Der amtierende Parlamentsabgeordnete Niyazi Kizilyurek kandidiert erneut für AKEL, die neu gegründete Partei Volt Zypern hat Hulusi Kilim als Spitzenkandidaten aufgestellt, und Oz Karahan hat angekündigt, dass er als Kandidat der KOSP antritt. Die Regierung hat außerdem Kampagnen gestartet, um die türkischen Zyprioten stärker in die Wahlen einzubeziehen.

### Scheidendes Parlament
| Fraktion                       | Fraktion                                               | Mandate | Partei            | Partei                             | Mandate |
| ------------------------------ | ------------------------------------------------------ | ------- | ----------------- | ---------------------------------- | ------- |
|                                | Fraktion der Europäischen Volkspartei                  | 2 / 6   |                   | Dimokratikos Synagermos            | 2 / 6   |
|                                | Die Linke im Europäischen Parlament – GUE/NGL          | 2 / 6   |                   | Anorthotiko Komma Ergazomenou Laou | 2 / 6   |
|                                | Fraktion der Progressiven Allianz der Sozialdemokraten | 2 / 6   |                   | Kinima Sosialdimokraton            | 1 / 6   |
|                                | Fraktion der Progressiven Allianz der Sozialdemokraten | 2 / 6   | Dimokratiko Komma | 1 / 6                              |         |
|                                |                                                        |         |                   |                                    |         |
| Quelle: Europäisches Parlament |                                                        |         |                   |                                    |         |

### Listen und Parteien
| N.                  | Liste | Liste                                                                     | Name                                                                    | Europapartei | Erstplatzierter in der Liste |
| ------------------- | ----- | ------------------------------------------------------------------------- | ----------------------------------------------------------------------- | ------------ | ---------------------------- |
| 1                   |       | Anorthotiko Komma Ergazomenou Laou – Aristera – Kinoniki Summachia (AKEL) | Ανορθωτικό Κόμμα Εργαζόμενου Λαού – Αριστερά – Κοινωνική Συμμαχία(ΑΚΕΛ) | EL           | Giorgos Georgiou             |
| 2                   |       | Volt Zypern (Volt)                                                        | Βολτ Κύπρος (Βολτ)                                                      | Volt         | Sofia Basileiou              |
| 3                   |       | Dimokratiki Parataxi – Sunergasia Dimokratikon Dynameon (DIPA)            | Δημοκρατική Παράταξη – Συνεργασία Δημοκρατικών Δυνάμεων (ΔΗΠΑ)          | ALDE         | Themis Anthopoulou           |
| 4                   |       | Dimokratiko Komma (DIKO)                                                  | Δημοκρατικό Κόμμα (ΔΗΚΟ)                                                | –            | Eleni Theocharous            |
| 5                   |       | Dimokratikos Synagermos (DISY)                                            | Δημοκρατικός Συναγερμός (ΔΗΣΥ)                                          | EVP          | Christos Aggelidis           |
| 6                   |       | Kinima Sosialdimokraton (EDEK)                                            | Κίνημα Σοσιαλδημοκρατών (ΕΔΕΚ)                                          | SPE          | Nikos Anastasiu              |
| 7                   |       | Ethniko Laiko Metopo (ELAM)                                               | Εθνικό Λαϊκό Μέτωπο (ΕΛΑΜ)                                              | –            | Polis Anoyiriatis            |
| 8                   |       | Energoi Polites - Kinima Enomenon Kyprion Kynigon                         | Ενεργοί Πολίτες - Κίνημα Ενωμένων Κυπρίων Κυνηγών                       | –            | Dmitry Apraksin              |
| 9                   |       | Kínima Ethnikí Drásis                                                     | Κίνημα Εθνική Δράσις                                                    | –            | Giorgos Nikolaou             |
| 10                  |       | Kinima Ikologon – Synergasia Politon (KOSP)                               | Κίνημα Οικολόγων - Συνεργασία Πολιτών (ΚΟΣΠ)                            | EGP          | Oz Karahan                   |
| 11                  |       | Komma gia ta Zoa Kyprou                                                   | Κόμμα για τα Ζώα Κύπρου                                                 | APEU         | Kyriakos Kyriakou            |
| 12                  |       | Kínima Níki                                                               | Κίνημα Νίκη                                                             | –            | Andreas Nikolaou             |
| –                   |       | Parteilos                                                                 | –                                                                       | –            | Andronikos Zervides          |
| –                   |       | Parteilos                                                                 | –                                                                       | –            | Fidias Panayiotou            |
|                     |       |                                                                           |                                                                         |              |                              |
| Quelle: Stimmzettel |       |                                                                           |                                                                         |              |                              |

## Umfragen
| Datum      | Institut        | DISY   | AKEL   | DIKO   | EDEK   | ELAM   | DIPA  | KOSP  | Volt  | Sonstige |
| ---------- | --------------- | ------ | ------ | ------ | ------ | ------ | ----- | ----- | ----- | -------- |
| 23.03.2024 | SIGMA           | 28,1 % | 28,1 % | 13,7 % | 4,1 %  | 15,1 % | 2,7 % | 2,7 % | 2,7 % | 2,7 %    |
| 22.02.2024 | SIGMA           | 29,0   | 27,5 % | 11,6 % | 4,3 %  | 14,5 % | 4,3 % | 2,9 % | 1,4 % | 4,3 %    |
| 26.05.2019 | Europawahl 2019 | 29,0   | 27,5 % | 13,8 % | 10,6 % | 8,2 %  | 3,8 % | –     | –     | 3,8 %    |

## Ergebnis

### Nach Parteien
| Listen                   | Listen                                                                         | Stimmen | %    | +/-   | Mandate | +/- |
| ------------------------ | ------------------------------------------------------------------------------ | ------- | ---- | ----- | ------- | --- |
|                          | Dimokratikos Synagermos                                                        | 91.316  | 24,8 | ▼4,2  | 2       | ▬   |
|                          | Anorthotiko Komma Ergazomenou Laou – Aristera – Kinoniki Summachia             | 79.163  | 21,5 | ▼6,0  | 1       | ▼1  |
|                          | Ethniko Laiko Metopo                                                           | 41.215  | 11,2 | ▲3,0  | 1       | ▲1  |
|                          | Dimokratiko Komma                                                              | 35.815  | 9,7  | ▼4,1  | 1       | ▬   |
|                          | Kinima Sosialdimokraton                                                        | 18.681  | 5,1  | ▼5,5  | –       | ▼1  |
|                          | Volt Zypern                                                                    | 10.777  | 2,9  | Neu   | –       | Neu |
|                          | Dimokratiki Parataxi – Sunergasia Dimokratikon Dynameon                        | 7.988   | 2,2  | ▼1,6  | –       | ▬   |
|                          | Kinima Ikologon – Synergasia Politon                                           | 4.742   | 1,3  | ▼2,0  | –       | ▬   |
|                          | Energoi Polites - Kinima Enomenon Kyprion Kynigon                              | 4.603   | 1,2  | Neu   | –       | Neu |
|                          | Komma gia ta Zoa Kyprou                                                        | 1.013   | 0,3  | ▼0,5  | –       | ▬   |
|                          | Kínima Ethnikí Drásis                                                          | 979     | 0,3  | Neu   | –       | Neu |
|                          | Kínima Níki                                                                    | 389     | 0,1  | Neu   | –       | Neu |
|                          | Unabhängige - Fidias Panayiotou (71.330) – Gewählt - Andronikos Zervides (444) | 71.774  | 19,5 | ▲18,9 | 1       | ▲1  |
| Gesamt                   | Gesamt                                                                         | 368.455 | 100  |       | 6       | –   |
|                          |                                                                                |         |      |       |         |     |
| Ungültige Stimmen        | Ungültige Stimmen                                                              | 33.821  | 8,4  |       |         |     |
| Wähler                   | Wähler                                                                         | 402.276 | 58,9 |       |         |     |
| Wahlberechtigte          | Wahlberechtigte                                                                | 683.432 |      |       |         |     |
|                          |                                                                                |         |      |       |         |     |
| Quelle: Innenministerium |                                                                                |         |      |       |         |     |